# Изборна листа
Изборна листа је група кандидата за изборе, обично се налази у пропорционалним или мешовитим изборним системима, али и у неким плуралним изборним системима. Изборну листу може да региструје политичка странка (партијска листа) или је може чинити група независних кандидата. Листе могу бити отворене (у том случају бирачи имају одређени утицај на рангирање победничких кандидата) или затворене (у том случају се редослед кандидата утврђује приликом регистрације листе).
Изборне листе су потребне за системе пропорционалне заступљености са страначким листама.
Изборна листа се саставља у складу са важећим законом за номиновање и изборним законом. У зависности од врсте избора, политичка странка, генерална скупштина или одбор могу изабрати или именовати номинациони одбор који ће додавати и, ако је потребно, давати приоритет кандидатима са листе према својим жељама. Квалификације, популарност, пол, старост, порекло и занимање су преференције које могу утицати на рад одбора. Предложена листа одбора може се затим променити на састанку за избор, где се могу додати нови кандидати или се постојећи кандидати могу преместити или уклонити са листе. Када се унутрашњи процес заврши, коначна изборна листа се објављује. Списак може бити одштампан на гласачком листићу који су бирачи убацили на изборима или на посебном информативном папиру за бираче.

## Листе замена
Када изабрани представник напусти своје место, слободно место у систему пропорционалне предности са листом обично попуњава највише рангирани кандидат на листи отишлог представника који већ није био изабран. Из личних или страначко-стратегијских разлога, ова особа може одлучити да уступи место нижерангираном колеги.
Листе за замену се понекад користе за попуњавање упражњених места у изборним системима са једним преносивим гласом. Пример су избори за Европски парламент у Ирској од 1984. године.